# Bachia psamophila
Bachia psamophila (піщана бахія) — вид ящірок родини гімнофтальмових (Gymnophthalmidae). Ендемік Бразилії.

## Поширення і екологія
Піщані бахії мешкають в центральній частині штату Токантінс. Вони живуть серед білих піщаних дюн та в галерейних лісах в долині річки Санта-Лузія.

## Збереження
МСОП класифікує цей вид як такий, що перебуває на межі зникнення. Bachia psamophila загрожує знищення природного середовища.